# Rionero in Vulture
Rionero in Vulture é uma comuna italiana da região da Basilicata, província de Potenza, com cerca de 13.423 habitantes. Estende-se por uma área de 53 km², tendo uma densidade populacional de 253 hab/km². Faz fronteira com Aquilonia (AV), Atella, Barile, Calitri (AV), Melfi, Rapolla, Ripacandida, Ruvo del Monte.

## Demografia
| Variação demográfica do município entre 1861 e 2011                               |
|                                                                                   |
| Fonte: Istituto Nazionale di Statistica (ISTAT) - Elaboração gráfica da Wikipedia |